# 자멕 모스크

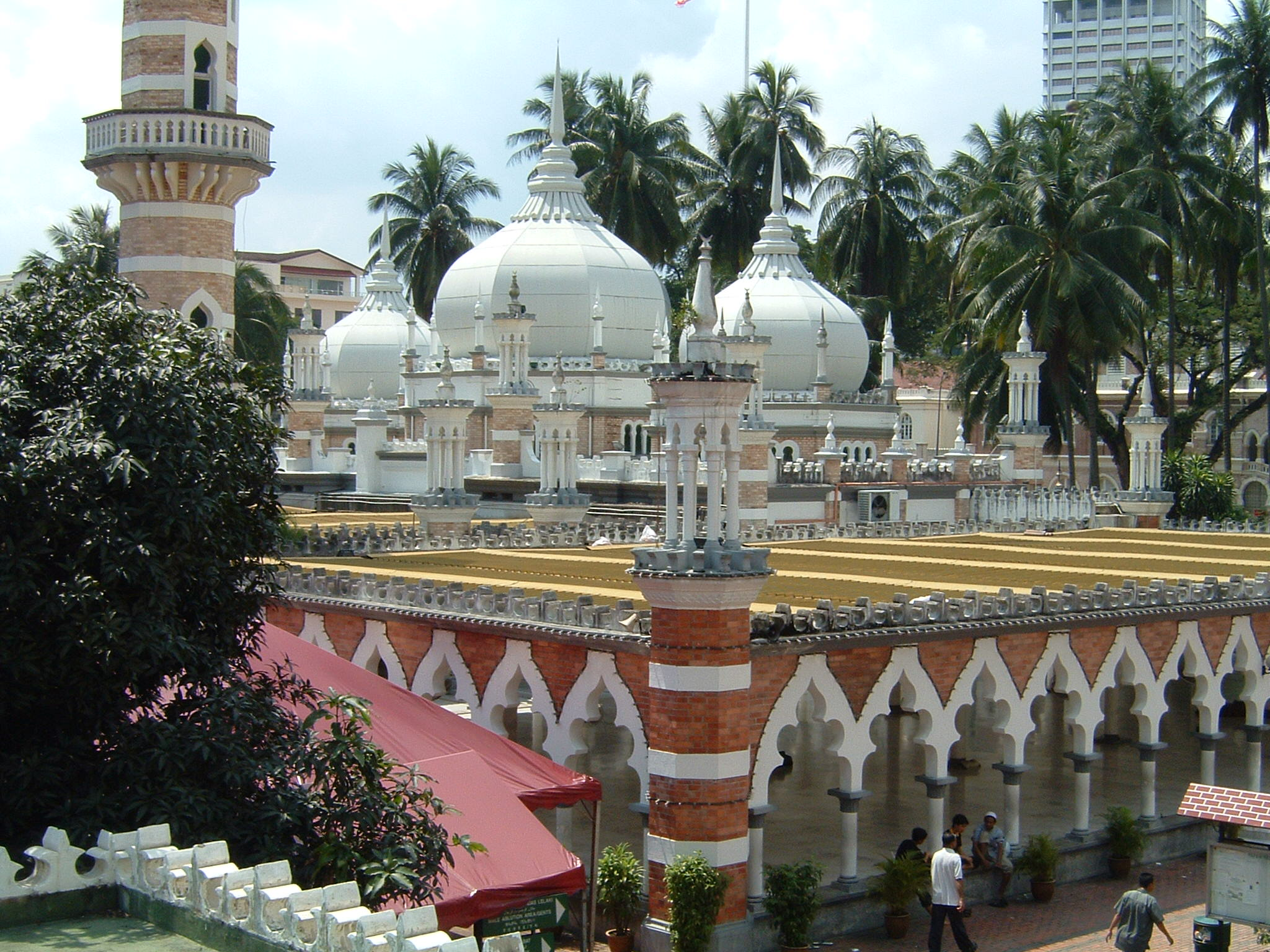
자멕 이슬람 사원

자멕 이슬람 사원(Masjid Jamek)은 1909년에 세워진 이슬람사원이다. 우아한 자태를 자랑하는 가장 오래된 콸라룸푸르의 이슬람 사원이며, 유연한 곡선미와 돔 등 회교문화의 특징을 발산하고 있는 건물이다.

## 같이 보기
- 이슬람 건축